# Къща на Ханчеви
Къщата на Ханчеви се намира на улица „Сава Силов“ №41 в Стара Загора.
Построена е по проект на архитект Христо Димов за клиника на лекарите Симеон и Невена Ханчеви. На 4 април 1919 г. в нея се ражда поета Веселин Ханчев. През 1930-те години е продадена на доктор Славов, а по-късно му е отнета. За период от време в нея се помещава Дружеството на старозагорските писатели и богатата литературна музейна сбирка. В днешно време къщата е върната на наследниците на доктор Славов.